# یویونگ
یویونگ (به لاتین: Yueyang) یک شهر مرکزی در جمهوری خلق چین است که در هونان واقع شده‌است.

## خصوصیات
یویونگ ۱۴٬۸۹۶ کیلومترمربع مساحت و ۵٬۴۷۷٬۹۱۱ نفر جمعیت دارد.

## خواهرخوانده
شهرهای City of Cockburn، نومازو، شیزوئوکا، کسلگر، بریتیش کلمبیا، استارا زاگورا و کوپرتینو، کالیفرنیا خواهرخوانده‌های یویونگ هستند.